# Fiesole
Fiesole (italijanska izgovorjava: [ˈfjɛːzole]) je mesto in občina metropolitanskem mestu Firenze v italijanski regiji Toskana, na slikoviti višini nad Firencami, 5 km severovzhodno od tega mesta. Univerza Harvard, Georgetown University in University of Saint Mary iz Minnesote imajo svoj sedež italijanskih renesančnih študij v Fiesolu.  Dekameron Giovannija Boccaccia je postavljen na pobočja mesta Fiesole. Mesto je bilo predstavljeno v romanih Peter Camenzind (1904) Hermanna Hesseja, Soba s pogledom (1908) E. M. Forsterja in Italijanske ure (1909) Henryja Jamesa.
Od 14. stoletja je mesto veljalo za pribežališče višjega razreda Firenčanov, do danes pa je Fiesole še vedno znan po svojih zelo dragih stanovanjskih posestih. Mesto na splošno velja za najbogatejše predmestje Firenc. Leta 2016 je imelo mesto najvišji povprečni družinski dohodek v celotni Toskani.

## Zgodovina
Fiesole (etruščansko Viesul, Viśl, Vipsul) je bil verjetno ustanovljen v 9. – 8. stoletju pred našim štetjem, saj je bil pomemben član etruščanske konfederacije, kot je razvidno iz ostankov njegovih starodavnih zidov.
Prva zabeležena omemba mesta sega v leto 283 pred našim štetjem, ko so mesto, takrat znano kot Faesulae, osvojili Rimljani. V antiki je bil v njej sedež znane avgurske šole in vsako leto so tja iz Rima poslali dvanajst mladeničev, ki so preučevali veščine vedeževanja. Sula ga je koloniziral z veterani, ki so nato pod vodstvom Gaja Malliusa podprli zadevo Katilina.
Fiesole je bil prizorišče velike zmage Stilihona nad germanskimi hordami Vandalov in Svebov pod vodstvom Radagaista leta 406. V času gotske vojne (536–553) je bilo mesto večkrat oblegano. Leta 539 ga je Justin, bizantinski vojskovodja, zavzel in zrušil njegove utrdbe.
V zgodnjem srednjem veku je bilo nekaj stoletij samostojno mesto, nič manj močno kot Firence v dolini spodaj, med njima pa se je odvilo veliko vojn; v letih 1010 in 1025 so Firence oblegale Fiesole, preden so ga leta 1125 osvojile, njene vodilne družine so se morale preseliti v Firence.  Dante to rivalstvo opisuje v svoji Božanski komediji s sklicevanjem na 'fiesolske zveri'. (pekel XV.73).
Do 14. stoletja so imeli bogati Florentinci podeželske vile v Fiesolu, ena izmed njih pa je postavitev okvirne pripovedi v Dekameronu. Boccacciova pesem Il Ninfale fiesolano je mitološki prikaz nastanka skupnosti. Robert Browning v pesmi Andrea Del Sarto večkrat omenja »trezen prijeten Fiesole«.

## Znamenitosti
- Ostanki etruščanskih zidov.
- Rimske kopeli.
- Rimsko gledališče.
- Palazzo Comunale (Mestna hiša) iz 14. stoletja.
- Fiesolska stolnica (Il Duomo), ki vsebuje svetišče sv. Romula, mučenika, po legendi prvega škofa Fiesole in tudi njegovih mučenikov, tudi svetišče sv. Donata Fiesolskega.
- Badia Fiesolana ali antična stolnica sv. Romula, ki jo je leta 1028 zgradil škof Jacopo Bavaro z materiali iz več starejših zgradb, ob vznožju hriba, na katerem stoji Fiesole, ki naj bi pokrivala mesto mučeništva sv. Romula; vsebuje pomembne skulpture Mina da Fiesoleja. Stara cerkev je postala benediktinska opatija, ki je prešla v roke lateranskega stalnega kanona. Nekoč je imela dragoceno knjižnico, že zdavnaj razpršeno. Opatija je bila zaprta leta 1778.

- Soba v škofovski palači, v kateri je živel in umrl karmeličanski škof sv. Andrej Corsini.
- Cerkev Santa Maria Primerana na stolnem trgu, kjer je Gospa istega svetnika opozorila na njegovo bližnjo smrt. Zgrajena leta 996 in nadalje razširjena v srednjem veku, je ohranila gotski prezbiterij iz tega obdobja. Konec 16. stoletja je dobila novo sgraffito  fasado, delo Ludovica Butija. V notranjosti ene same dvorane je plošča iz 13. stoletja, ki prikazuje Madono z otrokom. V transeptu sta dva marmornata reliefa Francesca da Sangalla in terakota iz delavnice Andrea della Robbia.
- Cerkev S. Alessandra s svetiščem svetega Aleksandra, škofa in mučenika.
- Samostan sv. Frančiška na grebenu hriba s celicami sv. Bernardina Sienskega in sedmimi frančiškanskimi Beati.

- Villa I Tatti, kampus Univerze Harvard
- Vila Medici, Fiesole.
- Villa Le Balze, kampus univerze Georgetown
- Vila Palmieri
- Vila Schifanoia.
- Villa Sparta, nekdanja rezidenca grške kraljeve družine v izgnanstvu
- Fonte Lucente, kjer čudežno razpelo zelo častijo.
- Castello di Vincigliata
- Škofovsko semenišče v Fiesolu

V okolici so:
- Monte Senario, zibelka servitskega reda, kjer je sedem svetih ustanoviteljev živelo v skromnosti
- S. Martino di Mensola, s telesom svetega Andreja, irskega svetnika, še vedno nepokvarjenega.
- Monte Ceceri in spomenik poskusu bega Leonarda da Vincija.

## Pomembni prebivalci
Rojen v Fiesolu je bil Filippo da Fiesole (okoli 1500–do 1540), arhitekt, kipar in kamnosek.
S krajem povezani pa so med drugimi:
- Angelo Maria Bandini, italijanski avtor
- Giovanni Boccaccio, renesančni humanist
- Arnold Böcklin, švicarski slikar
- Sveti Andrew Corsini, florentinski karmeličanski brat (1302 - 6. januar 1373), škof v Fiesolu
- Alexandre Dumas, francoski pisatelj
- Mino da Fiesole, florentinski kipar (ok. 1429—1484) in slikar
- Helena Grška in Danske, kraljica mati Romunije (leta 1993 je dobila častni naziv pravične med narodi za svoja humanitarna prizadevanja za reševanje romunskih Judov).
- Hermann Hesse, nemški pisatelj, je mesto predstavil v svojem znanem romanu Peter Camenzind
- Pavel Grški, grški kralj
- Paul Klee, nemški slikar
- Francesco Landini (ok. 1325–1397), skladatelj, pevec, pesnik, organist in izdelovalec glasbil
- Marcel Proust, francoski pisatelj